# Crocidophora aurimargo
Crocidophora aurimargo là một loài bướm đêm trong họ Crambidae.